# ニュー・ナイン
ニュー・ナイン（New Nine）は、アメリカ合衆国の有人宇宙飛行「ジェミニ計画」「アポロ計画」のため、1962年9月17日にアメリカ航空宇宙局（NASA）によって選抜された9名の宇宙飛行士の総称である。ネクスト・ナイン（Next Nine）やニフティ・ナイン（Nifty Nine）、第2期宇宙飛行士（NASA Astronaut Group 2）などの呼称が用いられることもある。

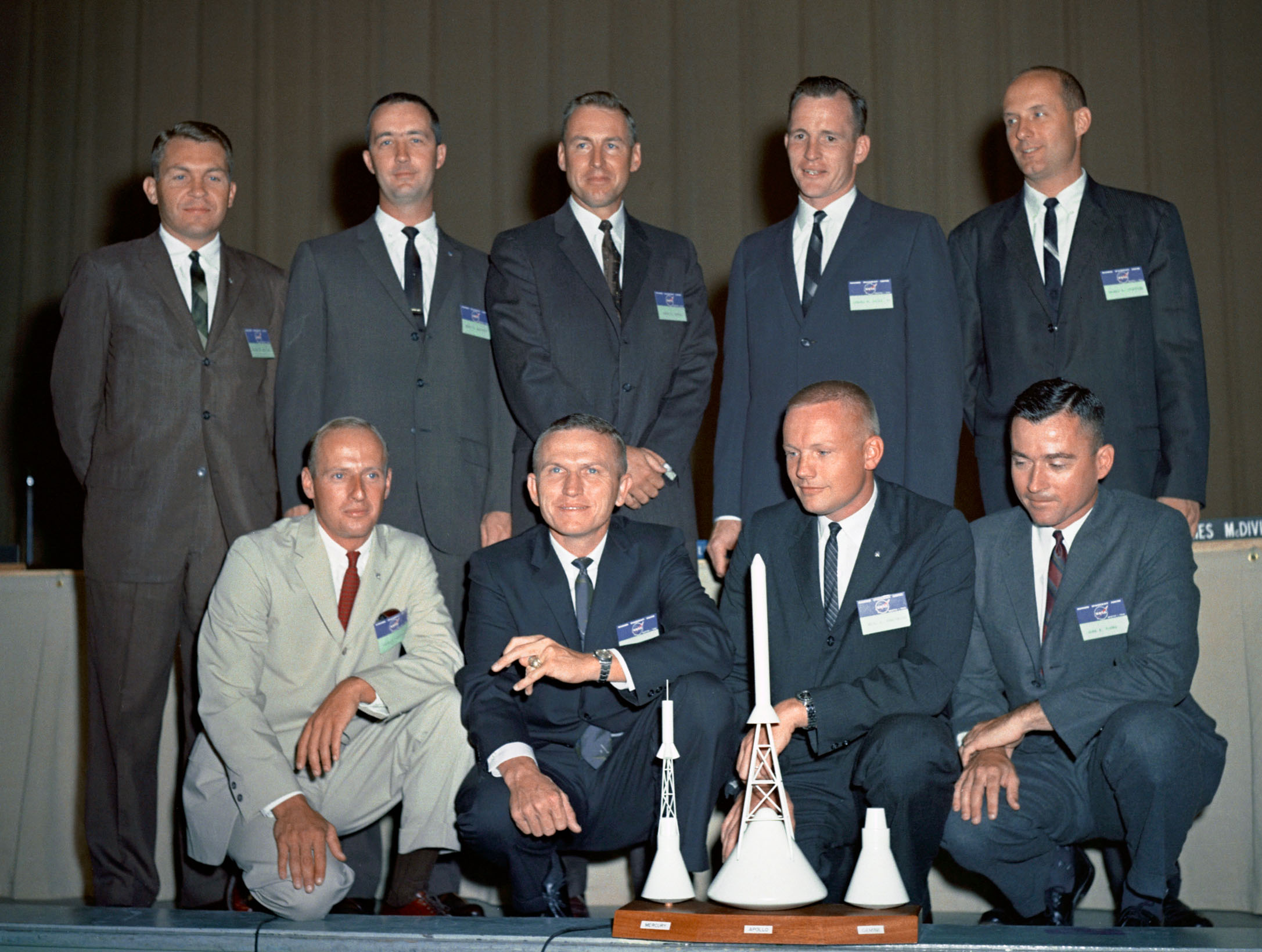
ニュー・ナイン（後列左からシー、マクディビット、ラヴェル、ホワイト、スタッフォード、前列左からコンラッド、ボーマン、アームストロング、ヤング）

この年に選出された著名な宇宙飛行士としてニール・アームストロングが挙げられる。
2025年8月7日のジム・ラヴェルの死をもって、ニュー・ナインのメンバーはすべてこの世を去った。

## メンバーの選抜
ニュー・ナインと呼ばれる9名の宇宙飛行士たちは、1959年に選抜した第1期宇宙飛行士であるマーキュリー・セブンと共にジェミニ計画とその後のアポロ計画に参加するために選抜された。
1962年4月18日、NASAは第2期宇宙飛行士を選抜する旨を正式に発表した。
候補者に課せられた基本選考条件は以下のようなものであった。
- 応募者がテストパイロットとしてジェット機で1,500時間以上の飛行経験があること（現役の高性能機パイロットであればなお可）
- 軍隊、航空業界、またはNASAで実験飛行の資格を得ていること
- 物理学、生物科学、工学のいずれかの分野で学士号を得ていること
- 35歳以下のアメリカ国民の男性であること
- 身長が6フィート（183 cm）以下であること
- 属する組織が推薦する人材であること

この選考基準は、軍隊に属さない民間人のパイロットに応募資格が与えられた点、選抜に関する情報が航空機会社や政府機関、テストパイロット協会などの多くの機関へ大々的に宣伝された点においてマーキュリー・セブンの選抜方法とは大きく異なっている。
選抜の実施を受け、海軍と海兵隊は選考基準を満たした全てのパイロットの名簿を提出したが、空軍は独自の内部選考を行い、選考を突破した11人の名簿のみを提出した。
1962年6月1日の締切までに253件の応募が寄せられたが、同年7月に行われた医学検査と心理テストによって27名まで絞られ、8月に行われた個別面接によって最終的な合格者である9名が選ばれた。
この選抜を突破したニール・アームストロングによると、この時行われた医学検査と心理テストとは
- 耳の中に氷水を長時間入れられたまま我慢する
- 長時間氷水の中に足を付ける
- 真っ暗な部屋に入れられ、2時間経ったと思ったら外へ出てくるようにと指示される

といった普通の健康診断のようなものとは全く異なる不可解なものばかりであり、「身体機能をチェックしているのではなく、巧妙な人体実験に違いない」と感じるほど過酷な検査であったという。
9名の宇宙飛行士たちには9月14日に電話で選抜に合格した旨が伝えられ、9月17日にヒューストン大学にて公式発表が行われた。

## メンバー
| 名前                       | 出身   | 生没年          | ミッション | 特記事項 |
| -------------------------- | ------ | --------------- | --- | --- |
| ニール・アームストロング   | 民間人 | 1930年 - 2012年 | ジェミニ8号（1966年） アポロ11号（1969年）                                                                                  | 人類で初めて月面に降り立った人物 |
| フランク・ボーマン         | 空軍   | 1928年 - 2023年 | ジェミニ7号（1965年） アポロ8号（1968年）                                                                                   | アポロ8号の船長を務め、世界で初めて地球周回軌道を離れて月を周回し再び安全に地球に戻ってきた人物                                                        |
| ピート・コンラッド         | 海軍   | 1930年 - 1999年 | ジェミニ5号（1965年） ジェミニ11号（1966年） アポロ12号（1969年） スカイラブ2号（1973年）                                   | 月面で初めてダンスを踊った人物であると自称している、人類で3番目に月面を歩いた人物                                                                      |
| ジム・ラヴェル             | 海軍   | 1928年 - 2025年 | ジェミニ7号（1965年） ジェミニ12号（1966年） アポロ8号（1968年） アポロ13号（1970年）                                       | 道中での事故によって引き起こされた危機的状況を脱し無事帰還したことから「成功した失敗 ("successful failure")」と呼ばれたアポロ13号の船長を務めた人物    |
| ジェームズ・マクディビット | 空軍   | 1929年 - 2022年 | ジェミニ4号（1965年） アポロ9号（1969年）                                                                                   | アポロ司令・機械船をアポロ月着陸船とともにフルセットで打ち上げた初めての飛行試験であったアポロ9号の船長を務めた人物                                    |
| エリオット・シー           | 民間人 | 1927年 - 1966年 | - | ジェミニ9-A号で船長を務める予定であったが初飛行を待たずして飛行機事故により死亡した                                                                    |
| トーマス・スタッフォード   | 空軍   | 1930年 - 2024年 | ジェミニ6-A号（1965年） ジェミニ9-A号（1966年） アポロ10号（1969年） アポロ・ソユーズテスト計画（1975年）                   | アメリカ合衆国とソビエト連邦(当時)との間で行われていた宇宙開発競争の事実上の終わりを示すアポロ・ソユーズテスト計画でアメリカの宇宙船の船長を務めた人物 |
| エド・ホワイト             | 空軍   | 1930年 - 1967年 | ジェミニ4号（1965年） アポロ1号（1967年）                                                                                   | アメリカ人として初めて船外活動を行った人物 アポロ1号の訓練中に発生した火災事故により亡くなった                                                         |
| ジョン・ヤング             | 海軍   | 1930年 - 2018年 | ジェミニ3号（1965年） ジェミニ10号（1966年） アポロ10号（1969年） アポロ16号（1972年） STS-1（1981年） STS-9（[[1983年[]]） | ジェミニ宇宙船、アポロ司令・機械船、アポロ月着陸船、スペースシャトルの4種類での飛行を経験している唯一の人物                                            |

9名の選抜時の平均年齢は32.5歳で、選抜時のマーキュリー・セブンより2歳若かった。また彼らの平均身長は5フィート10インチ（178cm）、平均体重は161.5ポンド（73kg）、平均IQ（ウェクスラー成人知能検査において算出）は132.1であった。
ボーマン、シー、ホワイトの3名は航空工学の修士号を取得しており、アームストロング、コンラッド、マクディビット、ヤングは工学の学位を、ラヴェルとスタッフォードは海軍兵学校で科学の学位を取得していた。
1963年に行われた第3回宇宙飛行士選抜に合格したマイケル・コリンズは、ニュー・ナインについて「NASAが選んだ最高のグループであり、それ以前の7人や、その後の14人、5人、19人、11人、7人よりも優れている」と評している。またマーキュリー・セブンの一員であるディーク・スレイトンもコリンズと同様の評価を下しており、「おそらくこれまでで最高の万能なグループ」と表現している。